# Karl Lieffen
Karel František Lifka, noto anche con lo pseudonimo di Karl (Franz) Lieffen (Osek, 17 maggio 1926 – Starnberg, 13 gennaio 1999), è stato un attore tedesco.
Tra cinema e televisione interpretò circa 250 diversi ruoli (anche se spesso secondari), a partire dalla fine degli anni quaranta ed è stato protagonista delle serie televisive Dem Täter auf der Spur, Zwickelbach & Co. e Lutz & Hardy.

## Biografia
Karel František Lifka, noto in seguito come Karl Lieffen, nasce a Osek, in Cecoslovacchia (ora Repubblica Ceca) il 17 maggio 1926.
Da bambino, culla il sogno di diventare musicista e inizia così all'età di 8 anni a prendere lezioni di violino. Nel 1938, dopo l'annessione della Cecoslovacchia da parte del Terzo Reich, il padre lo manda a studiare contro la sua volontà presso la scuola di musica dell'esercito di Bückeburg, in Bassa Sassonia: la dura disciplina dell'istituto però è mal sopportata dal dodicenne Karel Lifka, che, dopo un finto tentativo di suicidio, riesce ad ottenere una borsa di studio presso la Niedersächsische Musikschule di Braunschweig.
Nel corso della seconda guerra mondiale, viene fatto prigioniero dai Francesi, ma riesce a fuggire. Al termine della guerra, si fa chiamare Karl Lieffen e lavora a teatro dapprima a Friburgo (1945-1947) e poi nella compagnia di Heinz Stroux (1947-1949) presso lo Hessisches Theater di Wiesbaden.
Nel 1949, Lieffen debutta sul grande schermo nel film diretto da Karl-Heinz Stroux e basato sul romanzo di I dolori del giovane Werther Begegnung mit Werther. Nello stesso anno 1949, inizia a lavorare nella compagnia di Hans Schweikart presso i Münchner Kammerspiele, dove rimane fino al 1951, anno in cui si trasferisce alla compagnia del Frankfurter Schauspielhaus, dove è attivo fino al 1957.
Nel 1959, è protagonista, nel ruolo di Nick Knatterton, del film, diretto da Hans Quest Nick Knattertons Abenteuer.
Dal 1968 al 1973 è tra i protagonisti della serie televisiva Dem Täter auf der Spur, dove, a partire dal terzo episodio, interpreta il ruolo dell'ispettore Janot.
Nel 1974 entra a far parte della compagnia del Bayerisches Staatsschauspiel di Monaco di Baviera. Nello stesso anno, è guest-star nel primo episodio della serie televisiva L'ispettore Derrick intitolato Il sentiero, in cui interpreta il ruolo del Signor Sparke.
In seguito, nel 1976 è protagonista, nel ruolo di Immanuel Zwickelbach, della serie televisiva della ZDF Zwickelbach & Co..
Dal 1994 al 1995 è poi protagonista con Hans Korte della serie televisiva Lutz & Hardy, dove interpreta il ruolo di Hardy van Bellen.
Karl Lieffen muore a Starnberg il 13 gennaio 1999 all'età di 72 anni dopo una lunga malattia.

## Filmografia parziale

### Cinema
- Begegnung mit Werther, regia di Karl-Heinz Stroux (1949)
- Sensation im Savoy, regia di Eduard von Borsody (1950)
- Eva küßt nur Direktoren, regia di Rudolf Jugert (1958)
- Mikosch, der Stolz der Kompanie, regia di Rudolf Schündler (1958)
- Ein Lied geht um die Welt, regia di Géza von Bolváry (1958)
- Nick Knattertons Abenteuer, regia di Hans Quest (1959)
- Notti orientali (Orientalische Nächte), regia di Heinz Paul (1960)
- La doppia morte (Der Schleier fiel), regia di Paul May (1960)
- Eine Frau fürs ganze Leben, regia di Wolfgang Liebeneiner (1960)
- Conny und Peter machen Musik, regia di Werner Jacobs (1960)
- Il ponte del destino (Die Brücke des Schicksals), regia di Michael Kehlmann (1960)
- Agatha, laß das Morden sein!, regia di Dietrich Haugk (1960)
- Lo strano mondo del signor Mississippi (Die Ehe des Herrn Mississippi), regia di Kurt Hoffmann (1961)
- Uno, due, tre! (One, Two, Three), regia di Billy Wilder (1961)
- Agguato sul grande fiume (Die Flußpiraten vom Mississippi), regia di Jürgen Roland (1963)
- Piccadilly ore X missione segreta (Piccadilly null Uhr zwölf), regia di Jürgen Roland (1963)
- The Waltz King, regia di Steve Previn (1963)
- L'affare Goshenko (L'Espion), regia di Raoul Lévy (1966)
- Il rischio di vivere il rischio di morire (Wenn es Nacht wird auf der Reeperbahn), regia di Rolf Olsen (1967)
- La gang dei diamanti (Jack of Diamonds), regia di Don Taylor (1967)
- Sì pura come un angelo... resterà vergine? (Josefine - das liebestolle Kätzchen), regia di Géza von Cziffra (1969)
- Götz von Berlichingen mit der eisernen Hand, regia di Wolfgang Liebeneiner (1979)
- Lass' das ich hass' das, regia di Horst Hächler (1983)
- Die wilden Fünfziger, regia di Peter Zadek (1983)
- Die leichten Zeiten sind vorbei, regia di Ulli Weiß (1983)
- Otto - Der Film, regia di Xaver Schwarzenberger e Otto Waalkes (1985)
- Nägel mit Köpfen, regia di Wigbert Wicker (1986)
- Rudy maialino dispettoso (Rennschwein Rudi Rüssel), regia di Peter Timm (1999)

### Televisione
- Adrian, der Tulpendieb - serie TV, 6 episodi (1966)
- Dem Täter auf der Spur - serie TV, 15 episodi (1968-1973)
- L'ispettore Derrick (Derrick) - serie TV, 4 episodi (1974-1999)
- Zwickelbach & Co. - serie TV, 13 episodi (1976)
- Aus nichtigem Anlaß, regia di Eberhard Fechner - film TV (1976)
- Locker vom Hocker - serie TV, episodio 1x01 (1979)
- Eine seltsame Bescherung, regia di Wilm ten Haaf - film TV (1982)
- St. Pauli-Landungsbrücken - serie TV, episodio 1x43 (1982)
- Der Andro-Jäger - serie TV, episodio 2x13 (1984)
- Zinsen des Ruhms, regia di Kurt Meisel - fim TV (1984)
- Liebt diese Erde - serie TV, 6 episodi (1984)
- Oliver Maass - serie TV, 6 episodi (1985)
- Kir Royal - serie TV, episodio 1x06 (1986)
- Schloßherren - serie TV, 8 episodi (1986)
- Damals auf Burg Wutzenstein - serie TV (1990)
- La casa del guadaboschi (Forsthaus Falkenau) - serie TV - episodi 2x03-2x04 (1991)
- Cluedo - Das Mörderspiel - serie TV, episodio 1x01 (1993)
- Sylter Geschichten - serie TV (1993)
- Nicht von schlechten Eltern - serie TV, 12 episodi (1993-1994)
- Lutz & Hardy - serie TV, 17 episodi (1994-1995)